# Rödelstein (Wasgau)
Der Rödelstein, alternativ Rothelstein genannt, ist ein 428 m hoher Berg und zugleich eine Felsformation im Pfälzerwald.

## Geographie
Der Rödelstein befindet sich im Wasgau, wie der südliche Teil des Pfälzerwaldes genannt wird und dort innerhalb des Dahner Felsenlandes. Er liegt innerhalb des Landkreises Südliche Weinstraße. Seine Nordflanke gehört zur Gemarkung der Ortsgemeinde Oberschlettenbach, deren Siedlungsgebiet rund einen Kilometer nordwestlich liegt und seine Südflanke zu derjenigen von Vorderweidenthal, deren Bebauung bereits unmittelbar südlich beginnt. Nordöstlich erstreckt sich außerdem der Schloßberg.

## Natur
Seine Felsformation im Gipfelbereich ist als Naturdenkmal mit der Kennung ND-7337-254 eingestuft; dabei handelt es sich um einen langgestreckten Buntsandsteinfelsen.

## Geschichte
Der Rödelstein gehört zu den bekannteren Felsformationen des Pfälzerwaldes. Mit der Besteigung des Felsen durch die Brüder Karl und Oskar Mugler im Jahr 1903, die erstmals frei und ohne Hilfsmittel wie Leitern erfolgte, begann die systematische und sportliche Erkletterung der Felsen innerhalb dieses Gebirges. Diese sich zu diesem Zeitpunkt zunehmende Festigung der regionalen Kletterbewegung mündete schließlich 1919 in die Gründung der Vereinigung der Pfälzer Kletterer. Später wurde am Rödelstein wie überall üblich ein Gipfelbuch hinterlegt.
Im Lauf des 20. Jahrhunderts wurde außerdem an der Südostflanke der Ritterstein 299 aufgestellt, der die Aufschrift Rödelstein-Pfad erb. v. Pfälz. Wald-Verein 1927 trägt.

## Klettern
Der Rödelstein ist Bestandteil des Klettergebiets Pfälzer Wald und dort wiederum dem Vorderweidenthaler Gebiet zugeordnet. An Kletterrouten existieren der verschlungene „Normalweg“ (II) sowie die Routen „Dezemberweg“ VII, „Oliverweg“ (VI+) und die „Kochplatte“ (IX-).